# Paralelo 25 S
O Paralelo 25 S é um paralelo no 25° grau sul no plano equatorial terrestre .

## Dimensões
Conforme o sistema geodésico WGS 84, no nível de latitude 23° S, um grau de longitude equivale a 100,95 km; a extensão total do paralelo é portanto 36.342 km, cerca de 91% da extensão do Equador, da qual esse paralelo dista 2.766 km, distando 7.236 km do polo sul.

## Cruzamentos
Começando no Meridiano de Greenwich e e tomando a direcção do Leste, o paralelo 25º S passa por:
| País, território ou mar | Notas                                                                         |
| ----------------------- | ----------------------------------------------------------------------------- |
| Oceano Atlântico        |                                                                               |
| Namíbia                 | Deserto do Calaári                                                            |
| África do Sul           | Cabo Setentrional                                                             |
| Botswana                | Sul do país                                                                   |
| África do Sul           | Nordeste - pouco ao norte de Pretória                                         |
| Moçambique              | Sul - pouco ao norte de Maputo                                                |
| Oceano Índico           |                                                                               |
| Madagáscar              | Extremo sul                                                                   |
| Oceano Índico           |                                                                               |
| Austrália               | Austrália Ocidental Território do Norte Queensland - continente e Ilha Fraser |
| Oceano Pacífico         | Passa a norte das Ilhas Pitcairn                                              |
| Chile                   | Norte                                                                         |
| Argentina               | Norte                                                                         |
| Paraguai                | pouco ao norte de Assunção                                                    |
| Brasil                  | Paraná Extremo sul de São Paulo                                               |
| Oceano Atlântico        |                                                                               |
77% de sua extensão passam sobre oceanos.